# Manu Ríos
Manuel Ríos Fernández, známý také jako Manu Ríos (17. prosince 1998 Calzada de Calatrava), je španělský herec, zpěvák a model. Je nejlépe známý svou rolí Patricka v seriálu Elita na Netflixu. Od svých devíti let se pohybuje v zábavním průmyslu.

## Raný život a kariéra
Manuel Ríos Fernández se narodil 17. prosince 1998 v Calzada de Calatrava, vesnici v provincii Ciudad Real v autonomním společenství Castilla-La Mancha. Jeho matka pracuje jako kadeřnice a otec jako elektrikář. Už od útlého věku projevoval hudební talent tím, že zpíval pro zákazníky v matčině kadeřnickém salónu. V devíti letech se Manuel poprvé objevil v televizi, když byl vybrán do pořadu "Cantando en familia" poté, co místní španělská televize kontaktovala jeho matku, která hledala mladé nadějné talenty. O rok později se zúčastnil španělské talentové show s názvem "¡Tu sí que vales!" jako tanečník. V té době začal také na YouTube nahrávat cover verze populárních písní, což mu vyneslo přezdívku "španělský Justin Bieber".
Ríos se věnoval studiu klasického baletu a street dance a díky svým schopnostem se stal členem taneční skupiny Sweet Babies, se kterou vyhrál španělské mistrovství v hip hopu. V roce 2012 se také připojil k dětské hudební skupině Parchís, s níž vydal album a koncertoval po celém Španělsku. Dále ztvárnil roli Gavroche v muzikálu Bídnící. V roce 2013 podepsal 6letou smlouvu s hudebním producentem Richym Peñou, držitelem ceny Grammy. Následně se s rodiči a bratrem přestěhoval do Spojených států, aby se věnoval hudební kariéře.
Ríos získal větší pozornost díky své přítomnosti na sociálních sítích, což vedlo k upoutání zájmu modelingových agentur a v 19 letech podepsal celosvětovou smlouvu s agenturou Next Management. Jeho vzhled, který obsahuje rysy, jež některá média považují za netradičně ženské, ho učinil internetovou senzací. Ríos také vyjádřil kritiku genderových norm: "Myslím si, že maskulinita je trochu absurdní. Nechápu, proč lidé musí věci označovat jako ženské nebo mužské. Proč jsou například sukně určeny pouze pro dívky? Jsou to jen kusy oblečení. A co parfémy? Některé vůně jsou považovány za ženské a jiné za mužské. Je to jen vůně. To mi nedává smysl."
V roce 2020 Ríos spolupracoval se značkou TWOJEYS na své první kolekci šperků nazvané "Trust No One". O rok později, koncem roku 2021, představila TWOJEYS druhou kolekci šperků nazvanou "Love Me, Love Me Not".
Ríos se v roce 2021 stal mezinárodní hvězdou díky své roli Patricka v seriálu Elite na Netflixu a připojil se k obsazení pro čtvrtou, pátou a šestou sezónu. Po úspěchu seriálu se Ríos spojil s předními módními značkami jako Prada, Saint Laurent, Valentino, Dior, Balenciaga, Moschino, Jacquemus nebo Louis Vuitton. Jeho obličej zdobil obálky prestižních časopisů po celém světě, mezi něž patří Vogue Man, Esquire a GQ. Španělské vydání časopisu Esquire udělilo Ríosovi ocenění Muž roku 2021 v kategorii Nejlepší herec. Rada amerických módních návrhářů ho zařadila mezi nejstylovější celebrity, které stojí za sledování pro rok 2023. GQ ho označil jako "vycházejícího miláčka světa módy" a Vanity Fair jej nazval "autentickou ikonou stylu". Získal nominaci na MTV Millennial Awards 2022 a také nominaci na nejlepšího televizního herce v rámci cen Fotogramas de Plata 2022. V listopadu 2022 mu ICON udělil cenu Premio Revelación, ocenění pro nejlepšího nového talenta.
Krátce po své účasti na MET Galave v roce 2022 v New Yorku, se Ríos zapojil do natáčení psychologického thrilleru Jako hrob pro Netflix. Zároveň byl obsazen do hlavní role ve filmu "La edad de la ira", adaptaci stejnojmenného bestselleru od autora Nanda Lopeze. V tomto filmu Ríos ztvárňuje Marcose, introvertního gay teenagera, který vyrůstá v toxickém rodinném prostředí a je obviněn z vraždy svého otce. V roce 2022 byl Ríos také obsazen do role v baladě ve filmu "Strange Way of Life" od režiséra Pedra Almodóvara. Tento film měl svou premiéru na filmovém festivalu v Cannes v roce 2023 V březnu 2023 podepsal Ríos smlouvu s agenturou WME.
Práce na jeho debutovém EP byla sice odložena, ale Ríos potvrdil, že ho vydá v budoucnu. Písně, které napsal, charakterizuje jako alternativní pop s temnými prvky. Ríos hraje na kytaru a klavír a jako některé ze svých hudebních vlivů uvádí Lorde, Franka Oceana a Lanu Del Rey. V rozhovoru s Vogue Man Hong Kong Ríos popsal proces psaní písní jako "terapeutický".

## Osobní život
Ríos žije v Madridu ve Španělsku.

### Sexualita a vztahy
I když se Ríos dostal do povědomí díky svým rolím gay postav, veřejně se dosud nevyjádřil ke své sexuální identitě. V dospívání se kamarádil s americkým zpěvákem Conanem Grayem. V rozhovoru z roku 2022 Ríos hovořil o tom, jak by se fotbalisté ocitli v nepříjemné situaci, pokud by se veřejně přihlásili ke své homosexualitě kvůli možným ztrátám sponzorských kontraktů.
V rozhovoru Ríos také hovořil o šikaně, které čelil během svého dospívání, a o vnímání homosexuality ve španělské společnosti. Řekl: "Když jsem byl dítě, snažil jsem se vyhnout tomu, aby mi říkali 'maricón' (španělský výraz pro homosexuála), ale postupem času jsem se to naučil a dokonce to nepovažuji za urážku." Dodal také, že věří, že "jen neandrtálec používá slovo 'maricón' jako urážku". Tímto vyjadřuje svůj postoj k této formě slovního napadání a zdůrazňuje potřebu zlepšení vnímání a respektu vůči LGBT+ komunitě.
Když byl Ríos dotázán, zda sdílí nějaké podobné zkušenosti s uzavřeným gay teenagerem, kterého ztvárňuje ve filmu "La edad de la ira", v rozhovoru pro časopis Esquire odpověděl, že "nikdy nemusel před svými rodiči nic tajit".
| Rok  | Cena                | Kategorie                | Práce | Výsledek  |
| ---- | ------------------- | ------------------------ | ----- | --------- |
| 2021 | Esquire Muž roku    | Nejlepší herec           | Sám   | Vyhrál    |
| 2022 | IKONA               | Cena za objev            | Sám   | Vyhrál    |
| 2022 | Fotogramas de Plata | Nejlepší televizní herec | Sám   | Nominován |
| 2022 | MTV MIAW            | Oblíbená celebrita       | Sám   | Nominován |
| 2023 | Premio Ídolo        | životní styl             | Sám   | Nominován |

## Filmografie

### Seriály
| Rok       | Titul                   | Role                      | Poznámky                                    | Ref.   |
| --------- | ----------------------- | ------------------------- | ------------------------------------------- | ------ |
| 2014      | Chiringuito de Pepe     | Mauricio Martínez         | Opakující se obsazení (1. sezóna); 6 epizod | [ 43 ] |
| 2021–2022 | Elita                   | Patrick Blanco Commerford | Hlavní obsazení (období 4–6); 24 epizod     | [ 2 ]  |
| 2021      | Elitní povídky: Patrick | Patrick Blanco Commerford | Vedoucí role; 3 epizody                     | [ 2 ]  |
| 2022      | La edad de la ira       | Marcos                    | Vedoucí role; 4 epizody                     | [ 2 ]  |
| 2023      | Jako hrob               | Eneko                     | Hlavní obsazení; 6 epizod                   | [ 2 ]  |

### Film
| Rok  | Titul                 | Role | Poznámky    | Ref. |
| ---- | --------------------- | ---- | ----------- | ---- |
| 2002 | ¿Dónde está?          |      | TV film     |      |
| 2021 | La Tarotista          | Sám  |             |      |
| 2023 | Podivný způsob života | TBA  | Krátký film |      |

### Televizní pořady
| Rok  | Titul                                           | Televize         | Poznámky  |
| ---- | ----------------------------------------------- | ---------------- | --------- |
| 2008 | Cantando en familia                             | Sám              | Soutěžící |
| 2009 | Tu sí que vales                                 | Sám              | Soutěžící |
| 2010 | Cántame como pasó                               | Carlos Alcántara | Soutěžící |
| 2011 | Castilla La-Mancha en vivo                      | Marcos           | Hostitel  |
| 2012 | El patio                                        | Eneko            | Hostitel  |
| 2014 | Castilla La-Mancha mě chutná                    | Sám              | Hostitel  |
| 2022 | El homiguero                                    | Sám              | Hostitel  |
| 2022 | Tudum: Globální fanouškovská událost od Netflix | Sám              | Hostitel  |
| 2023 | Goya Awards                                     | Sám              | Moderátor |

## Divadlo
| Rok       | Titul      | Role                | Poznámky                               | Ref. |
| --------- | ---------- | ------------------- | -------------------------------------- | ---- |
| 2010      | Bídníci    | Gavroche Thénardier | Muzikál, divadlo Lope de Vega (Madrid) |      |
| 2012–2013 | Don Pepito | Don Pepito          | Muzikál, divadlo Lope de Vega (Madrid) |      |